# Госьценьчице
Госьценьчице (пол. Gościeńczyce) — село в Польщі, у гміні Груєць Груєцького повіту Мазовецького воєводства.
Населення — 237 осіб (2011).
У 1975-1998 роках село належало до Радомського воєводства.

## Демографія
Демографічна структура станом на 31 березня 2011 року:
|          | Загалом | Допрацездатний вік | Працездатний вік | Постпрацездатний вік |
| -------- | ------- | ------------------ | ---------------- | -------------------- |
| Чоловіки | 122     | 22                 | 80               | 20                   |
| Жінки    | 115     | 21                 | 68               | 26                   |
| Разом    | 237     | 43                 | 148              | 46                   |